# Plaion
Plaion (dawniej Koch Media) – niemiecka firma wydająca i produkująca gry komputerowe z siedzibą w Planegg w Monachium w Niemczech. Została założona przez Franza Kocha i Klemensa Kundratitza w 1994 roku.

## Oddziały Koch Media
- KOCH Media Deutschland GmbH[1]
- Koch Media AG[2]
- Koch Media srl[3]
- Koch Media GmbH[4]
- Koch Media S.L.U.[5]
- Koch Media Nordic[6]
- Koch Media UK Ltd.[7]
- Koch Media France SAS[8]
- Koch Media Holding GmbH[9]
- Koch Media Poland[10]

## Wydane gry
Źródło: Mobygames
- Anarchy Online: The Notum Wars
- Autobahn Raser: Das Spiel zum Film
- Big 10 Simulation-Action
- Big 10 Strategie-Sport-Adventure
- Carcassonne: Collector's Box
- Carcassonne: Die Erweiterungen
- Carcassonne: Jäger & Sammler
- Carcassonne: König & Raubritter
- Carcassonne: Ritter, Räuber, Ränkeschmiede
- Chariots of War
- Chrome SpecForce
- City Life
- City Life Edition 2008
- Darts
- Deutschland Europameister 2000
- Die Rache der Sumpfhühner
- Die Rache der Sumpfhühner Add-on
- Director of Football
- El Grande
- Elvis: Live on Stage
- End of Twilight
- Eurofighter Typhoon
- Europa Universalis: Crown of the North
- Gigapack 2
- Gute Zeiten - Schlechte Zeiten
- Hearts of Iron
- Heldenzeit
- Inline Skating
- Metro: Last Light
- Metro 2033 Redux
- Metro Last Light Redux
- Metro Redux (Metro Redux stanowi połączone wydanie dwóch tytułów z serii Metro)
- Move2Play
- Pearl Harbor: Strike at Dawn
- Pure Pinball
- Sacred
- Sudden Strike 3: Arms for Victory
- Two Thrones
- Ultra Flight Pack
- Urlaubs Raser
- Warhammer: Mark of Chaos - Battle March
- The Whispered World

## Wyprodukowane gry
Źródło: Mobygames
- Darts
- Die Rache der Sumpfhühner

## Skonwertowane gry
Źródło: Mobygames
- TrackMania Sunrise eXtreme